# 悪政道
悪 政道（わる まさみち）は、江戸時代前期の武士。毛利氏の家臣で、長州藩士。家格は三十人通。祖父は毛利元就や毛利輝元の鉄砲隊に所属した悪小次郎（悪景政）。父は悪八左衛門。

## 生涯
慶長15年（1610年）、長州藩士の悪八左衛門の子として生まれ、毛利秀就、綱広、吉就の三代に仕える。
貞享元年（1684年）10月28日に死去。享年75。子の道正（喜右衛門、弥左衛門、小次郎）が後を継いだ。